# Ratusz w Filadelfii
Ratusz w Filadelfii – siedziba władz Filadelfii w Stanach Zjednoczonych, zaprojektowana przez Johna McArthura, ukończona w 1901 roku.
Budowla ma 167 m wysokości, ale tylko 9 pięter (a także jedną kondygnację podziemną). Od 1901 do 1908 był najwyższym budynkiem na świecie, a do 1987 w mieście. Zainstalowano w nim dwadzieścia wind. Jego powierzchnia wynosi 58 529 m². Na wieży ratusza znajduje się zegar o średnicy prawie 8 metrów, zainstalowany na wysokości 110 metrów.